# Renault 18
Renault 18 – samochód osobowy klasy średniej produkowany przez francuską firmę Renault w latach 1978–1993 (produkcja na rynek europejski zakończyła się w 1989). Był następcą modelu 12 obecnego na rynku od 1969 r. Montaż samochodu odbywał się w wielu krajach.

## Kalendarium
- kwiecień 1978: Renault 18 weszło do produkcji.
- lipiec 1980: Wprowadzenie wersji 18 Diesel.
- 1981: Wprowadzenie wersji 18 Turbo.
- 1982: Wprowadzenie zmian konstrukcyjnych.
- 1984: Wprowadzenie na rynek francuski wersji 18 GTX.
- 1986: Uruchomienie produkcji następcy, modelu 21, koniec sprzedaży 18 na terenie Wielkiej Brytanii.
- 1989: Koniec produkcji na rynku europejskim.
- 1993: Koniec produkcji w Argentynie, ostatni egzemplarz 18 opuszcza fabrykę.

## Dane techniczne
| Wersja             | Silnik:                         | Układ zasilania:   | Średnica × skok tłoka: | St. sprężania:     | Moc maksymalna:                   | Maks. moment obrotowy      | 0-100 km/h:        | V-max:             |
| Silniki benzynowe: | Silniki benzynowe:              | Silniki benzynowe: | Silniki benzynowe:     | Silniki benzynowe: | Silniki benzynowe:                | Silniki benzynowe:         | Silniki benzynowe: | Silniki benzynowe: |
| ------------------ | ------------------------------- | ------------------ | ---------------------- | ------------------ | --------------------------------- | -------------------------- | ------------------ | ------------------ |
| 1.4 TL             | R4 1,4 l (1397 cm³), OHV        | gaźnik Solex       | 76,00 mm × 77,00 mm    | 9,2:1              | 65 KM (48 kW) przy 5500 obr./min  | 103 N•m przy 3000 obr./min | b/d                | 156 km/h           |
| 1.6 TS             | R4 1,6 l (1647 cm³), OHV        | gaźnik Solex       | 79,00 mm × 84,00 mm    | 9,3:1              | 80 KM (59 kW) przy 5500 obr./min  | 122 N•m przy 3000 obr./min | b/d                | b/d                |
| 1.6 Turbo          | R4 1,6 l (1565 cm³), OHV, turbo | gaźnik Solex       | 77,00 mm × 84,00 mm    | 8,6:1              | 127 KM (93 kW) przy 5500 obr./min | 181 N•m przy 2500 obr./min | 10,0 s             | 195 km/h           |
| 2.0 GTX            | R4 2,0 l (1995 cm³), SOHC       | gaźnik Solex       | 88,00 mm × 82,00 mm    | b/d                | 105 KM (78 kW) przy 5500 obr./min | 160 N•m przy 3000 obr./min | 10,9 s             | 171 km/h           |

## Galeria

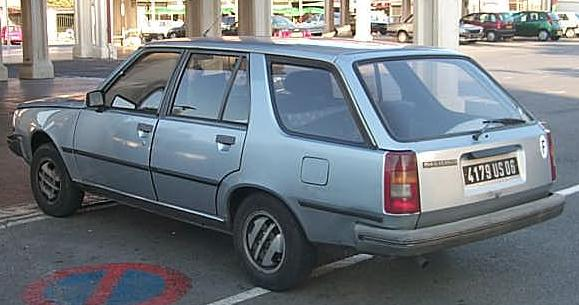
Wersja kombi
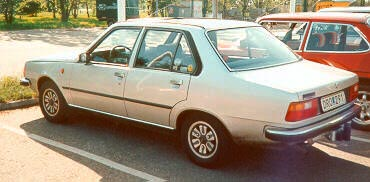
Sedan - tył nadwozia
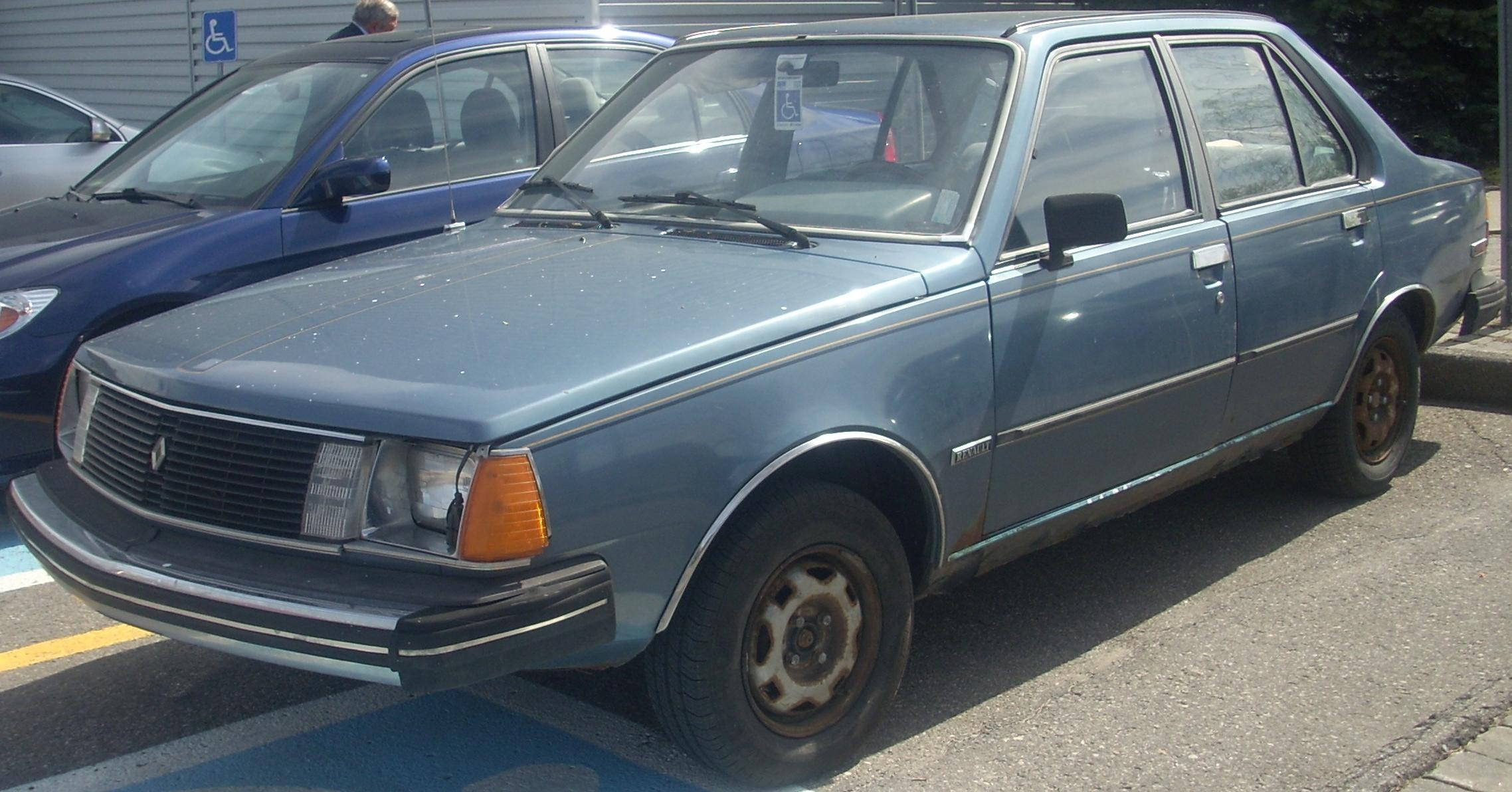
Wersja na rynek USA
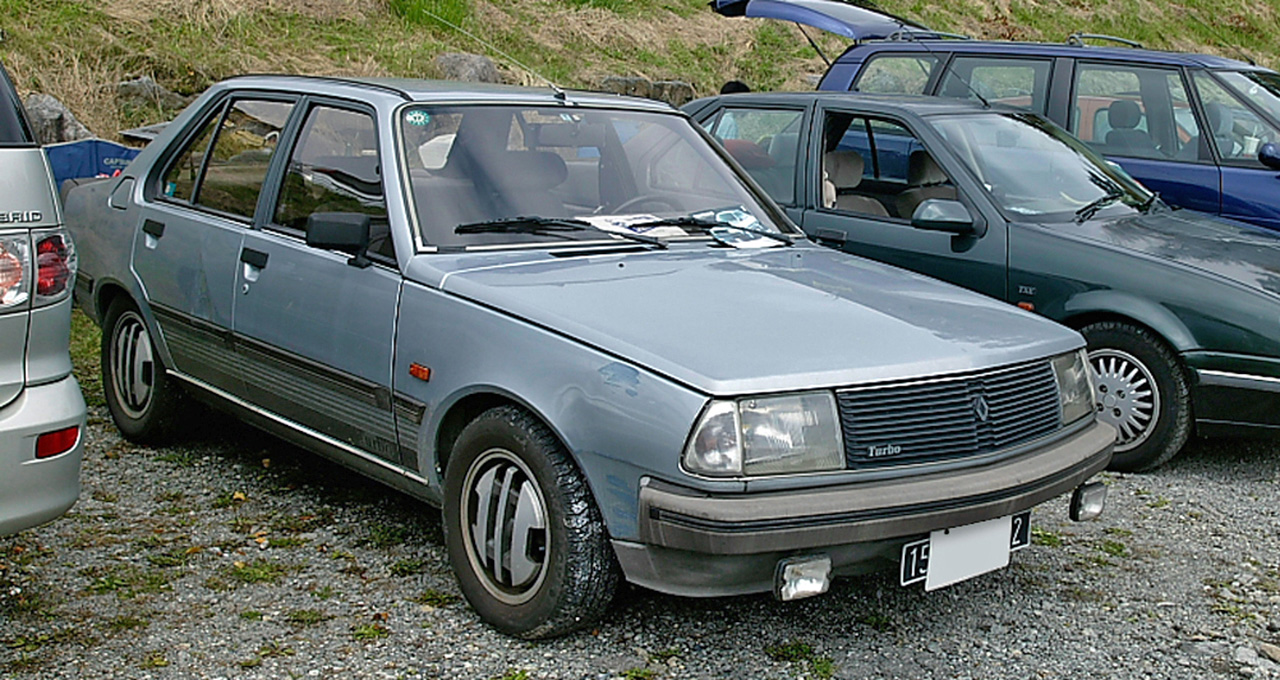
R18 Turbo